# دفترنامه مادرید

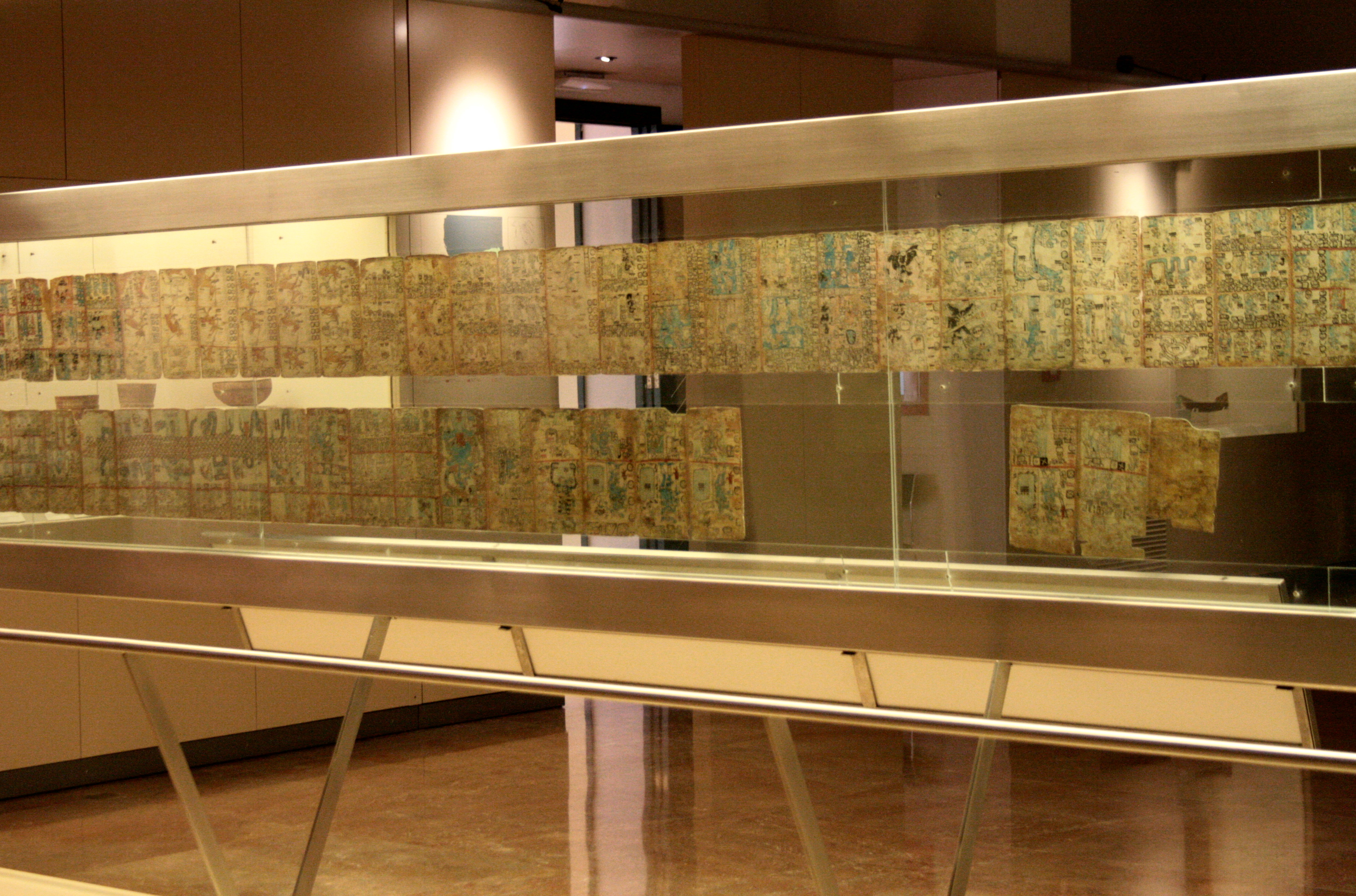
موزهٔ آمریکای مادرید، محل نگهداری مجموعه قوانین مایا مشهور به مایا کودکس

دفترنامه مادرید (انگلیسی: Madrid Codex) یا ترانو کودکس و همین‌طور ترو-کورتسیانوس کودکس، یکی از ۳ کتاب بازمانده در قالب دفترنامه‌های مایا از دوران پیشاکلمبی است که بر طبق گاه‌نگاری آمریکای مرکزی، مربوط به ۹۰۰ تا ۱۵۲۱ میلادی است. از آنجایی که این مجموعه در موزهٔ آمریکایی مادرید نگهداری می‌گردد، به همین نام مشهور گردیده‌است